# REN904

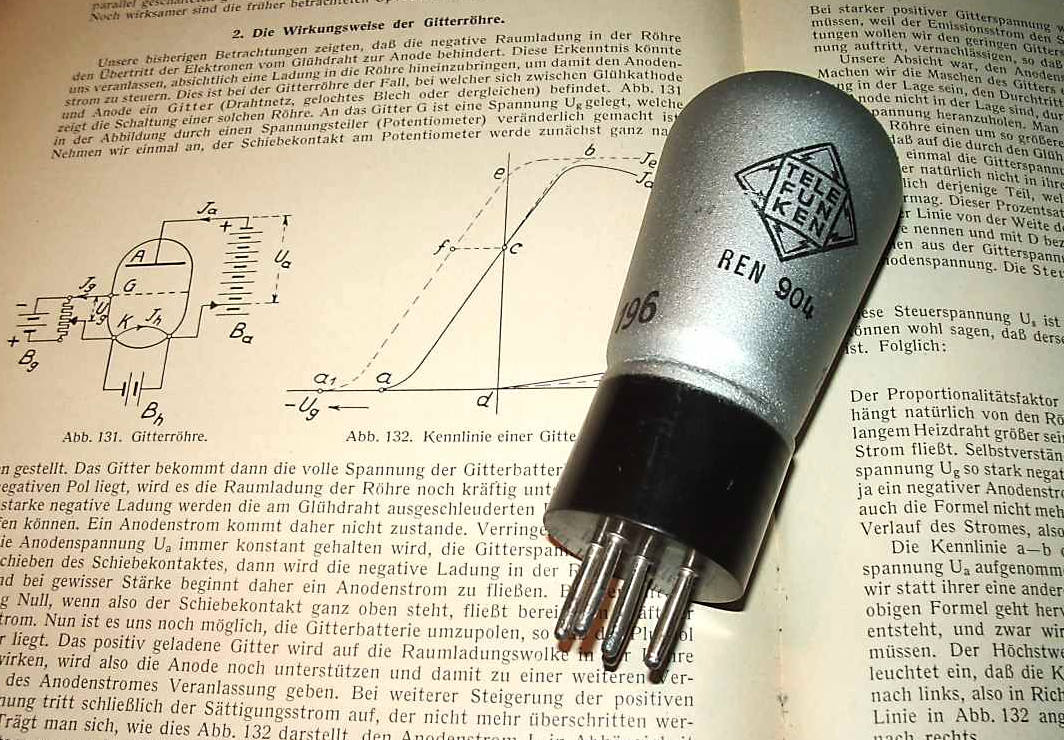
Trioda REN904

REN904 – lampa elektronowa (trioda) o cokole 5-nóżkowym, produkowana w latach 30. XX w. przez firmę "Telefunken".  Była  stosowana m.in.  jako detektor w ówczesnych odbiornikach radiowych. Posiada metalizowaną bańkę połączoną elektrycznie z katodą. Wczesne wersje tej lampy (1930/31 r.) nie posiadały metalizacji.
Wiele firm produkowało jej odpowiedniki, wśród nich: Philips (E424N), Marconi (MH4C, W308), Loewe (LA203), Triotron (AN4), Mazda (DW111).

## Dane techniczne
Żarzenie:
- napięcie żarzenia  4 V (~)
- prąd żarzenia   1A

| Parametr                                   | Wartość  |
| ------------------------------------------ | -------- |
| napięcie anodowe                           | 200 V    |
| prąd anodowy                               | 6 mA     |
| nachylenie charakterystyki (Sa)            | 2,4 mA/V |
| napięcie siatki                            | -3,5 V   |
| współczynnik wzmocnienia napięciowego (Ku) | 30 V/V   |

| Parametr               | Wartość |
| ---------------------- | ------- |
| napięcie anodowe       | 250 V   |
| moc tracona na anodzie | 1,5 W   |
| prąd katodowy          | 15 mA   |